# Побачај у Азербејџану
Побачај у Азербејџану је легализован 23. новембра 1955. године, док је Азербејџан био део Совјетског Савеза као Азербејџанска Совјетска Социјалистичка Република. Постојеће законодавство које се бави абортусом никада није мењано, и остало је на снази након распада Совјетског Савеза и независности Азербејџана 1991.  године. Закон је један од најлибералнијих закона о абортусу у свету, који дозвољава абортус на захтев до 28. недеље трудноће из разних разлога.
Закон дозвољава абортус на захтев из више разлога као што су: силовање и инцест, смрт оца детета, судска пресуда за мајку или оца, судски налог којим се мајка лишава родитељског права, ако домаћинство већ има више од петоро деце, ако се веза између мајке и оца заврши разводом или постоји породична анамнеза која укључује менталну болест или моторни инвалидитет.
Традиционално, абортус се користио као контрацептивна метода у Азербејџану. У 2014. години 13,8% трудноћа у Азербејџану завршило се абортусом.